# Franksgiving

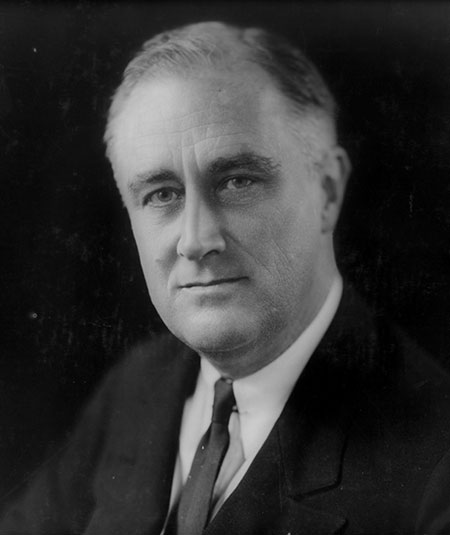
Franklin Delano Roosevelt năm 1933

Thuật ngữ Franksgiving là từ ghép của Franklin và Thanksgiving, được đặt ra bởi thị trưởng Thành phố Atlantic, Charles D. White vào năm 1939. Năm 1939, Tổng thống Franklin D. Roosevelt dời kỳ nghỉ Lễ Tạ ơn sớm hơn bình thường một tuần vì tin rằng làm như vậy sẽ giúp thúc đẩy doanh số bán lẻ trong trong những năm cuối cùng của cuộc Đại khủng hoảng. Điều này đã dẫn đến nhiều biến động và ý kiến phản đối, khiến một số người coi ngày lễ này là Lễ Tạ ơn. Năm 1941, Quốc hội đã thống nhất bằng cách ấn định Lễ Tạ ơn vào thứ Năm thứ tư của tháng mười một.